# Sistema Intermodal de Transporte Urbano de Loja
El Sistema Intermodal de Transporte Urbano de Loja (más conocidos por sus siglas SITU) es un sistema de transporte público ubicado en la ciudad de Loja. Fue inaugurado el 18 de noviembre del 2015bajo la administración de José Bolívar Castillo, siendo la unificación de las 4 operadoras de transporte público de la ciudad de en ese entonces, las cuales se unificaron en el Consorcio de Transportistas Urbanos Ciudad De Loja. Actualmente cuenta con 10 líneas operativas.

## Líneas[2]
En total el SITU tiene 10 líneas, las cuales funcionan en ambos sentidos.
| Línea | Punto de Partida | Destino           |
| ----- | ---------------- | ----------------- |
| L1    | Las Pitas        | El Rosal          |
| L2    | Sauces Norte     | La Argelia        |
| L4    | Borja            | Isidro Ayora      |
| L5    | Colinas Lojanas  | El Paraíso        |
| L6    | Zamora Huayco    | Manzano           |
| L7    | Motupe           | Julio Ordóñez     |
| L8    | Ciudad Victoria  | Teneria           |
| L10   | Virgenpamba      | Julio Ordóñez     |
| L11   | Puerto Seco      | Tierras Coloradas |
| L12   | Sol de los Andes | Samana Alto       |